# Tüllinger Berg (Landschaftsschutzgebiet)
Das Landschaftsschutzgebiet Tüllinger Berg ist ein mit Verordnung der Unteren Naturschutzbehörde beim Landratsamt Lörrach vom 20. Dezember 1979 ausgewiesenes Schutzgebiet auf dem Gebiet der Gemeinden Lörrach, Weil am Rhein und Binzen im Landkreis Lörrach in Baden-Württemberg.

## Lage und Beschreibung
Das rund 660 Hektar große Schutzgebiet umfasst fast die gesamte unbebaute Fläche zwischen den Gemeinden Lörrach, Weil am Rhein und Binzen und erstreckt sich im Wesentlichen auf den Höhenzug des Tüllinger Bergs. Es gehört zum Naturraum 201-Markgräfler Hügelland innerhalb der naturräumlichen Haupteinheit 20-Südliches Oberrheintiefland.

## Schutzzweck
Wesentlicher Schutzzweck ist die Erhaltung und Sicherung des Tüllinger Bergs als eines wichtigen Naherholungsgebietes zwischen den Städten Lörrach und Weil am Rhein, gleichzeitig dient es dem Ortsbildschutz der Ortsteile Röttler Kirche, Ober- und Untertüllingen und Ötlingen sowie der Erhaltung eines in seinen Grundzügen noch unverletzten Landschaftsbildes, mit charakteristischen Landschaftsformen, mit teilweise ursprünglichem Waldbestand sowie mit einer wohlausgebildeten Waldrandzone.